# Provincia de Sumatra Occidental
Sumatra Occidental (en indonesio: Sumatera Barat) es una de las provincias pertenecientes a la República de Indonesia. Su ciudad capital es la ciudad de Padang.

## Geografía

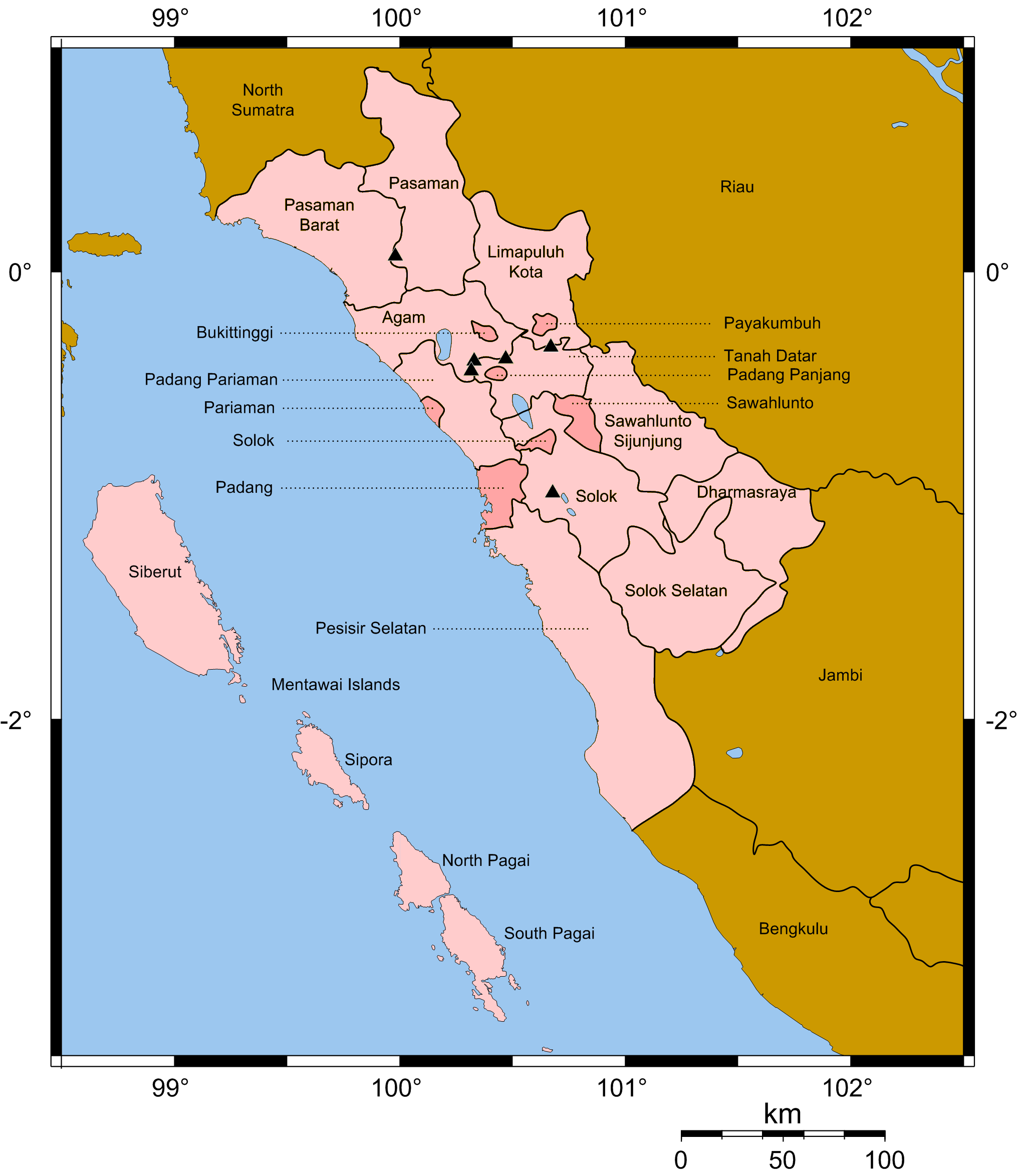
Mapa de Sumatra Occidental.

Sumatra Occidental se encuentra en la parte occidental montañosa de la isla de Sumatra e incluye una estrecha llanura costera. A esta provincia pertenecen también las islas Mentawai, un pequeño archipiélago localizado frente a la costa occidental de Sumatra y separado de la isla por el estrecho de Mentawai.

## Economía
Son económicamente importantes las minas de carbón y la agricultura, entre otros, se cultivan el caucho, el café, el tabaco, el arroz y el té.

## Territorio y población
Esta provincia tiene una población de unos 4.241.000 habitantes y una extensión de 42.297,3 km². La densidad poblacional es de 100,3 hab./km².